# Gadget (Simulationsprogramm)
Das Computerprogramm Gadget ist eine frei verfügbare Software für astrophysikalisch/kosmologische Simulationen und basiert auf der N-Body Methode/Smoothed Particle Hydrodynamics (SPH). Entwickelt wurde der Simulationscode von Volker Springel am Max-Planck-Institut für Astrophysik. Der Name leitet sich von dem Akronym „GAlaxies with Dark matter and Gas intEracT“ ab. Gadget ist verfügbar unter der GNU GPL.

## Beschreibung
GADGET berechnet die Gravitationskräfte mit einem hierarchischen Baumalgorithmus (optional in Kombination mit der Particle-Mesh Methode für Gravitationskräfte über große Distanzen) und simuliert Gas mittels Smooth-Particle-Hydrodynamics (SPH). Der Code kann für Untersuchungen von isolierten Systemen oder für Simulationen, die die kosmologische Ausdehnung des Raums mit oder ohne periodische Randbedingungen einbeziehen, verwendet werden. Bei all diesen Arten von Simulationen modelliert GADGET die Entwicklung eines selbstgravitativen, kollisionslosen N-Körper-Systems und erlaubt die optionale Einbeziehung der Gasdynamik. Sowohl die Kraftberechnung als auch die Zeitschrittweite von GADGET sind vollständig adaptiv.
GADGET kann daher zur Lösung einer Vielzahl astrophysikalischer Probleme eingesetzt werden, die von kollidierenden und verschmelzenden Galaxien bis hin zur Bildung großräumiger Strukturen im Universum reichen. Durch die Einbeziehung zusätzlicher physikalischer Prozesse wie Strahlungskühlung und -erwärmung kann GADGET auch zur Untersuchung der Dynamik des gasförmigen intergalaktischen Mediums oder zur Untersuchung der Sternentstehung und ihrer Regulation durch Rückkopplungsprozesse eingesetzt werden.